# Baccharis tridentata
Baccharis tridentata là một loài thực vật có hoa trong họ Cúc. Loài này được Vahl mô tả khoa học đầu tiên năm 1794.